# Grigore Andronescu
Grigore Andronescu (n. 11 ianuarie 1778, București, Țara Românească – d. 1851, București, Țara Românească) a fost judecător, istoric român. Fiul lui Șerban Andronescu.

## Viața și activitatea
Grigore Andronescu s-a născut la București, la 11 ianuarie 1778. A fost dregător, ulterior judecător (1831-1841), a continuat ceea ce tatăl său a lăsat în urmă, manuscrisul având titlu: Domniile Țării Rumănești cîte au statut din vremea Radului voevod ce se chema Negrul, carele s-au scoborît din Țara Ungurească și au venit in Țara Românească și cu oști și au gonitu pre tătari, care lăcuia într-aceste locuri și au stătutu întîiu domnu al Țării Rumânești, în leat de la Hristos 1290. A scris și despre evenimentele din perioada anilor 1799-1817, apoi de cele din perioada anilor 1823-1848, acestea fiind mai bogate în informații.  A scris despre istoria politică internă și internațională a Țării Românești și despre societatea bucureșteană din perioada respectivă. Pe lângă acestea, a mai și notat peste 200 de contemporani decedați, ceea ce a oferit informații de valoare despre arborele genealogic al câtorva familii din București. Manuscrisul original s-a păstrat.

## Opera
- Domniile Țării Rumănești cîte au statut din vremea Radului voevod ce se chema Negrul, carele s-au scoborît din Țara Ungurească și au venit in Țara Românească și cu oști și au gonitu pre tătari, care lăcuia într-aceste locuri și au stătutu întîiu domnu al Țării Rumânești, în leat de la Hristos 1290.[1]